# 2018년 동계 올림픽 러시아 출신 선수단
2018년 동계 올림픽 러시아 출신 선수단(영어: Olympic Athlete from Russia, OAR)는 대한민국 평창에서 개최된 2018년 동계 올림픽에 참가한 러시아 선수들이다.
2017년 12월 5일 국제 올림픽 위원회(IOC)는 국가 차원의 도핑 스캔들을 일으킨 러시아 올림픽 위원회에 대해 자격 정지 처분을 내리는 한편 러시아 선수단의 2018년 평창 동계 올림픽 참가를 금지시켰다. 국제 올림픽 위원회는 러시아 출신 선수들이 대회 출전을 희망할 경우에는 올림픽 독립 선수단 형식을 띤 러시아 출신 선수 명의로만 대표가 가능하다고 발표했다. 이에 따라 러시아 출신 올림픽 선수단은 해당 대회에서 러시아 출신 올림픽 선수 명의로 참가했으며 올림픽기와 올림픽 찬가를 사용했다.

국제 올림픽 위원회(IOC)가 승인한 러시아 출신 선수단의 엠블럼

## 메달 집계
| 종목 | 1 | 2 | 3 | 합계 |
| 합계 | 2 | 6 | 9 | 17   |

## 종목별 성적

### 루지
| 선수 | 세부 종목 | 1차 시기 | 1차 시기 | 2차 시기 | 2차 시기 | 3차 시기 | 3차 시기 | 4차 시기 | 4차 시기 | 합계 | 합계 |
| 선수 | 세부 종목 | 기록     | 순위     | 기록     | 순위     | 기록     | 순위     | 기록     | 순위     | 기록 | 순위 |

### 바이애슬론
| 선수 | 세부 종목 | 기록 | 사격 실수 | 순위 |

### 봅슬레이
| 선수 | 세부 종목 | 1차 시기 | 1차 시기 | 2차 시기 | 2차 시기 | 3차 시기 | 3차 시기 | 4차 시기 | 4차 시기 | 합계 | 합계 |
| 선수 | 세부 종목 | 기록     | 순위     | 기록     | 순위     | 기록     | 순위     | 기록     | 순위     | 기록 | 순위 |

### 프리스타일 스키
| 선수 | 세부 종목 | 예선     | 예선     | 예선     | 예선     | 결선     | 결선     | 결선     | 결선     | 결선     | 결선     |
| 선수 | 세부 종목 | 1차 시기 | 1차 시기 | 2차 시기 | 2차 시기 | 1차 시기 | 1차 시기 | 2차 시기 | 2차 시기 | 3차 시기 | 3차 시기 |
| 선수 | 세부 종목 | 점수     | 순위     | 점수     | 순위     | 점수     | 순위     | 점수     | 순위     | 점수     | 순위     |
|      |           |          |          |          |          |          |          |          |          |          |          |

### 피겨 스케이팅
| 선수 | 세부 종목 | 쇼트 프로그램 | 쇼트 프로그램 | 프리 스케이팅 | 프리 스케이팅 | 합계 | 합계 |
| 선수 | 세부 종목 | 점수          | 순위          | 점수          | 순위          | 점수 | 순위 |

## 같이 보기
- 2018년 동계 패럴림픽 중립 패럴림픽 선수